# Evangelische Kirche (Rhenegge)

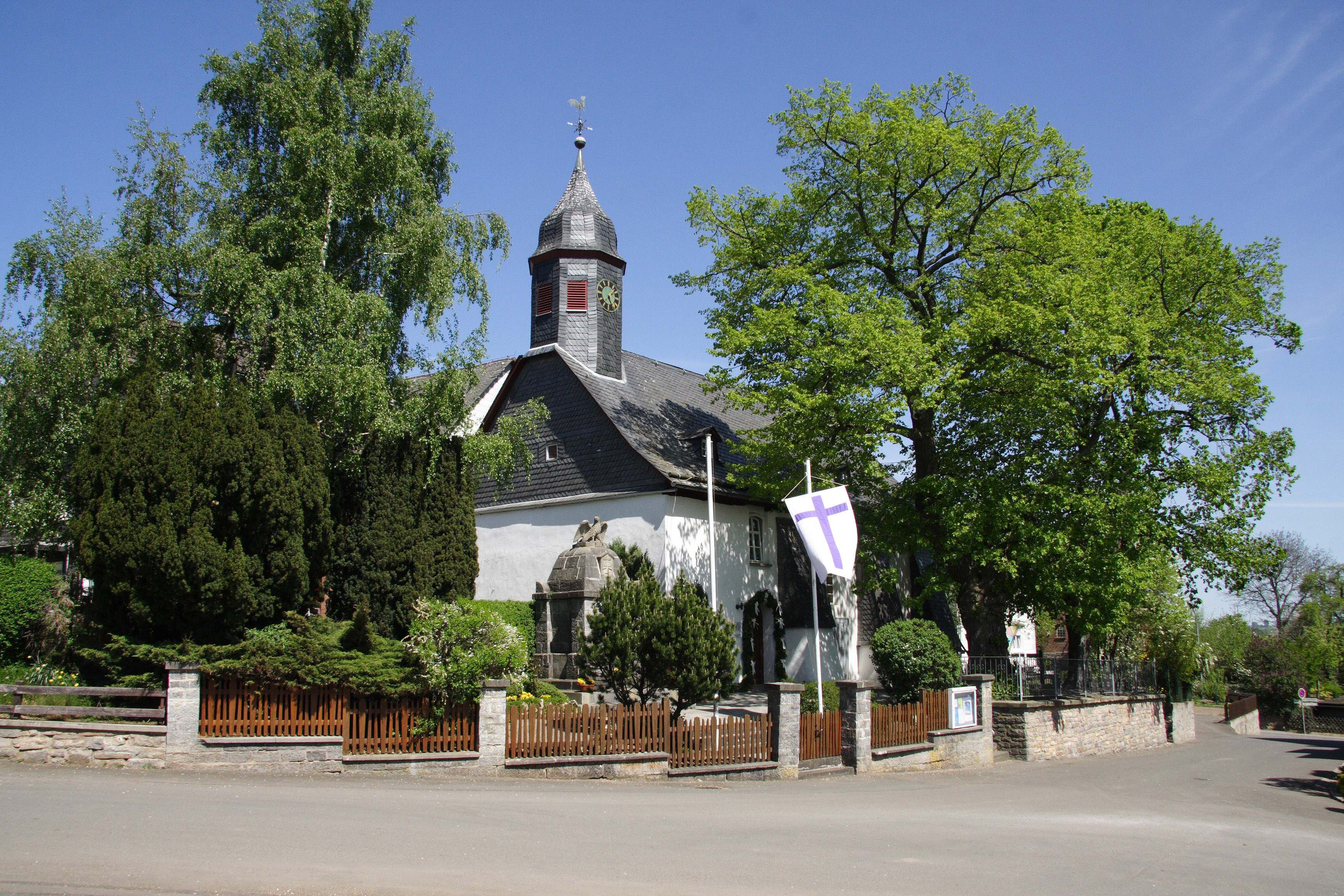
Evangelische Kirche in Rhenegge

Die evangelische Kirche Rhenegge ist ein denkmalgeschütztes Kirchengebäude in Rhenegge, einem Ortsteil der Gemeinde Diemelsee im Landkreis Waldeck-Frankenberg in Hessen. Die Kirche gehört zur Kirchengemeinde Diemelsee im Kooperationsraum Diemelsee-Twistetal im Kirchenkreis Twiste-Eisenberg im Sprengel Marburg der Evangelischen Kirche von Kurhessen-Waldeck.

## Beschreibung
Bereits 1585 war eine Kapelle vorhanden. Nach Beendigung des Dreißigjährigen Kriegs war sie zerstört, wurde aber wieder aufgebaut. Sie fiel einer Feuersbrunst am 6. März 1822 zum Opfer. Erst in den Jahren 1825/27 wurde sie unter Verwendung des stehengebliebenen Mauerwerks wieder errichtet. Aus dem Satteldach des Kirchenschiffs erhebt sich im Westen ein achteckiger, schiefergedeckter Dachreiter, der die Turmuhr und den Glockenstuhl beherbergt. Die beim Brand beschädigte Kirchenglocke wurde zunächst im Dachreiter wieder aufgehängt. 1858 wurde sie abgenommen, in der Glockengießerei Heinrich Humpert eingeschmolzen, neu gegossen und wieder aufgehängt.
Der Innenraum wird durch Stützen dreigeteilt. Die Orgel mit zwölf Registern, zwei Manualen und einem Pedal wurde 1872 von Eduard Vogt gebaut.